# Norske Legion
Het Norske Legion (Duits: Freiwilligen-Legion Norwegen) is de term die gebruikt wordt om alle etnisch Noorse formaties onder de Waffen-SS te omschrijven. De eenheid werd op 29 juni 1941 opgericht en in 1943 ontbonden.

## Geschiedenis
De eenheid werd gevormd uit vrijwilligers die ervan verzekerd waren dat het een Noorse eenheid zou zijn met Noorse officieren, uniformen en taal en dat het operatiegebied Finland zou zijn. In plaats daarvan werd de eenheid ingezet in Noord-Rusland in de bezette Sovjet-Unie, in het achtergebied van Legergroep Noord. Dit werd door de Duitsers gedaan om te voorkomen dat Noorse territoriale aanspraken op het schiereiland Kola en de Finse regio Petsamo, zoals gewenst door het Quisling-regime, zouden worden versterkt. Aanvankelijk hoopte Quisling meer dan 30.000 Noorse legioensoldaten naar Fins Lapland te sturen, maar dit werd door zowel de Duitsers als de Finnen afgewezen.
Het Legioen kwam onder de controle van de 2e SS-Infanteriebrigade en werd in februari 1942 gestationeerd in Krasnoje Selo, nabij Leningrad. In mei 1942 werd de eenheid teruggetrokken en keerde in juni 1942 terug. Het Legioen verliet de bezette Sovjet-Unie in 1943, na zwaar te hebben geleden met ruim 180 slachtoffers in een jaar. Gedurende die periode werd het versterkt door het SS-Skijägerbatallion. Het personeel dat na de ontbinding de SS-dienst wilde voortzetten, werd grotendeels overgebracht naar de 11. SS-Freiwilligen-Panzergrenadier-Division Nordland.

## Lijst van commandanten
1. SS-Sturmbannführer Finn Kjelstrup (juni 1941 - 1 december 1941)
2. SS-Sturmbannführer Jørgen Bakke (december 1941 - 15 december 1941)
3. SS-Obersturmbannführer Arthur Qvist (december 1941 - maart 1943)

## Organisatie
Plaatsvervangend Commandant
- SS-Hauptsturmführer Henrik Natvig Bruun (1941)
- SS-Hauptsturmführer Leif Oddsønn Klingenberg (1941)
- SS-Hauptsturmführer Ragnar Berg (1941)
- SS-Hauptsturmführer Finn Gunnar Finson (1942)
- SS-Hauptsturmführer Jonas Lie (1943)
- SS-Obersturmführer Frode Halle (1943)

Adjudant
- SS-Untersturmführer John Braseth (1941-1942)
- SS-Hauptsturmführer Brynjulf Gottenborg (1942)

Bataljonsordonnans
- SS-Untersturmführer Sophus Buck Kahrs (1942)
- SS-Untersturmführer Per Weien Halse (1943)

1. Compagnie
- SS-Hauptsturmführer Henrik Natvig Brun (1941)
- SS-Obersturmführer Olaf T. Lindvig (1941-42)
- SS-Untersturmführer Sophus Buck Kahrs (1942)
- SS-Obersturmführer Frode Halle (1942-43)

2. Compagnie
- SS-Hauptsturmführer Fritjof Sverre Wraal (1941-42)
- SS-Obersturmführer Karsten Sveen (1941-1942)

3. Compagnie
- SS-Hauptsturmführer Aslak Nesheim Rønning (1941)
- SS-Obersturmführer John Braseth (1942)
- SS-Untersturmführer Einar Høve (1942)

4. Compagnie
- SS-Hauptsturmführer Leif Oddsønn Klingenberg (1941)
- SS-Hauptsturmführer Ragnar Berg (1941-42)
- SS-Untersturmführer Tor Marstrander (1942-?)

Antitankcompagnie
- SS-Hauptsturmführer Finn Gunnar Finson (1941-1943)

Politiecompagnie
- SS-Sturmbannführer Jonas Lie
- SS-Obersturmführer Paul Johan Jørgenvåg